# Orthomnion dilatatum
Orthomnion dilatatum là một loài Rêu trong họ Mniaceae. Loài này được (Wilson ex Mitt.) P.C. Chen mô tả khoa học đầu tiên năm 1955.